# Karl Forstner
Karl Forstner (* 28. Oktober 1928 St. Florian; † 16. Januar 2018) war ein österreichischer Bibliothekar und Historiker.

## Leben
Er wurde in der Marktgemeinde St. Florian geboren. Sein Vater war Sparkassenbeamter, sein Bruder Joseph war Chorherr im Stift. In den Sommermonaten entdeckte er durch den sonst an der Universität Wien wirkenden Chorherren Johannes Hollnsteiner die verborgene Welt und die Schätze der Stiftsbibliothek von Stift Sankt Florian. Karl maturierte 1949 am Bundesgymnasium in Linz, studierte ein Jahr in Graz, ging danach (1950) an die Universität Wien, wo er besonders gern die Lehrveranstaltungen von Wilhelm Havers hörte. Seine Dissertation schrieb er bei Heinrich von Fichtenau; die Promotion fand 1953 statt. Im Herbst des Jahres 1954 trat er in den Dienst der Salzburger Studienbibliothek. 1962 avancierte er zu deren Direktor. Seine Habilitation über Karolingerhandschriften in den Salzburger Sammlungen erfolgte im Januar 1971.
Da die Universität Salzburg im Jahr 1962 wiederbegründet wurde, stand Forstner ein massiver Ausbau der Bibliothek bevor. Zum Zeitpunkt seiner Verabschiedung war er für rund 100 Mitarbeiter verantwortlich. 1992 ging er in Pension.
Forstner verband anspruchsvolle Verwaltungsaufgaben mit einer akribischen Forschungstätigkeit, zuletzt zur frühen Entstehungsgeschichte des Stiftes St. Peter.
Er war mit Erna (geb. Harrer) verheiratet, die 2007 verstarb.

## Veröffentlichungen (in Auswahl)
Zwei Editionen ragen in Forstners Forschung, die sich besonders dem Frühmittelalter widmete hervor: das Salzburger Verbrüderungsbuch und die Salzburger Armenbibel, beide aus dem Bestand der Erzabtei St. Peter.
- Salzburger Armenbibel. Codex a IX 12 aus der Erzabtei St. Peter zu Salzburg. [Hrsg.]. Verlag Anton Pustet, Salzburg um 1980.
- Fischbach. Ein Gang durch seine Geschichte. Nürnberg 1984.
- Das Verbrüderungsbuch von St. Peter in Salzburg. Vollständige Faksimile-Ausgabe im Originalformat der Handschrift A 1 aus dem Archiv von St. Peter in Salzburg. Akademische Druck- u. Verlagsanstalt, Graz 1974.
- Die karolingischen Handschriften und Fragmente in den Salzburger Bibliotheken. Ende des 8. Jahrhunderts bis Ende des 9. Jahrhunderts. Salzburg 1962.
- Das Bild Cäsars in der Geschichtsschreibung des frühen Mittelalters. Universität Wien, 1953.